# Arco di Germanico

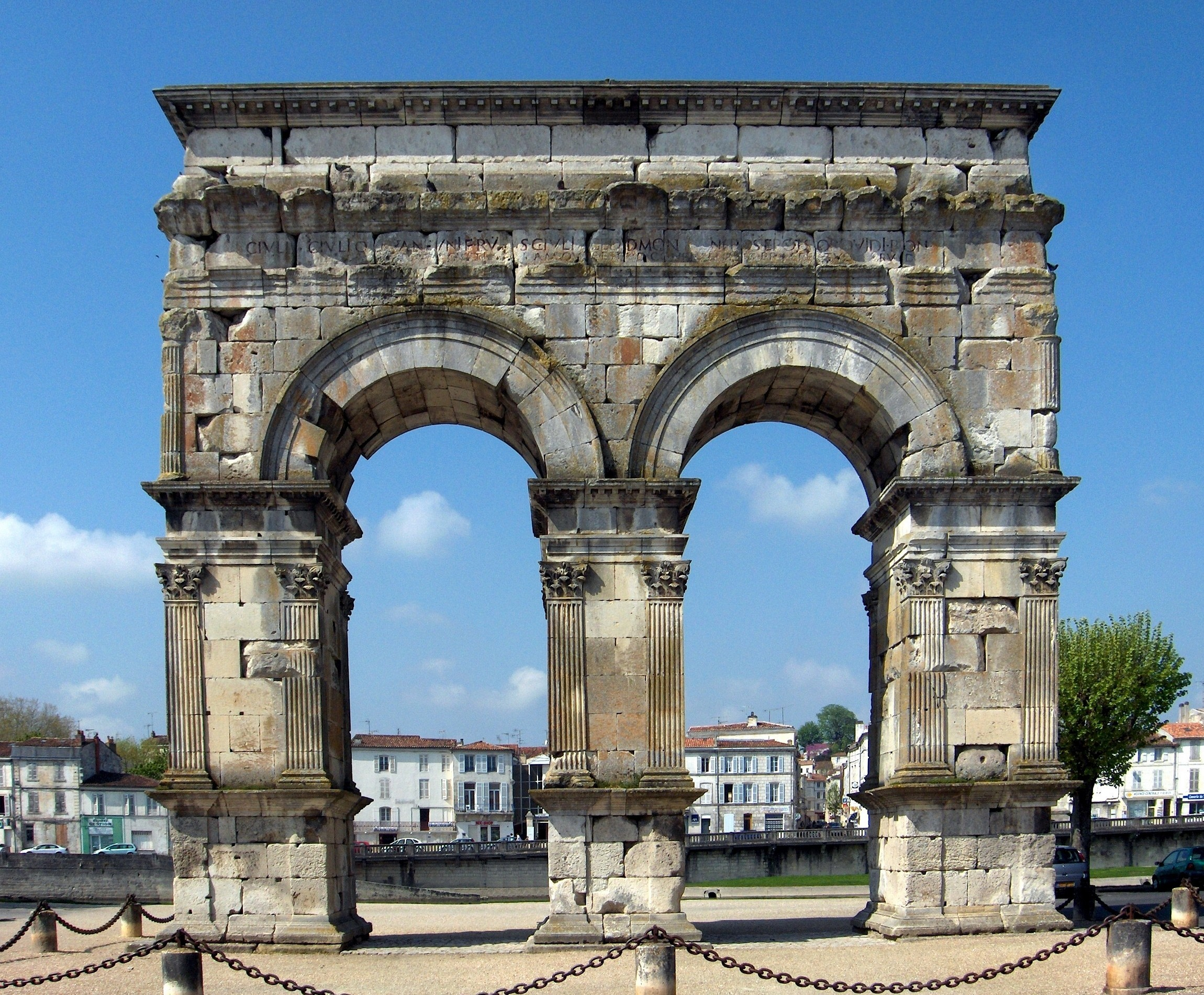
Arco di Germanico

L'arco di Germanico  è un arco onorario romano del I secolo situato a Saintes (dipartimento della Charente Marittima nella regione del Poitou-Charentes), antica Mediolanum Santonum.

## Storia
L'arco fu eretto nell'anno 18 o 19 per l'imperatore Tiberio, suo figlio Druso minore e suo nipote e figlio adottivo Germanico. La costruzione fu finanziata da un privato cittadino, Caio Giulio Rufo.
L'iscrizione di dedica sull'attico, danneggiata dove menziona Tiberio e Druso e meglio conservata dove menziona Germanico, è all'origine della denominazione con cui l'arco è normalmente conosciuto.
Era collocato all'ingresso in città della via romana che conduceva a Saintes da Lione (Lugdunum, via Agrippa), sul ponte romano sul fiume Charente, ma venne smontato e ricostruito a partire dal 1843 a circa 15 m di distanza dalla riva, per permettere i lavori sugli argini del fiume che comportarono la distruzione del ponte e fu restaurato nel 1851.

## Descrizione
L'arco, alto quasi 15 m e largo 15,90 m, presenta due fornici (alti 10 m), sotto i quali si svolgeva la circolazione viaria nei due sensi. I tre piloni sono decorati agli angoli da lesene su alti piedistalli, con fusti scanalati e capitelli corinzi. Le lesene sorreggono una trabeazione che gira sui quattro lati del pilone e svolge la funzione di imposta degli archi dei fornici. Sopra questa agli spigoli dell'arco, delle colonne inserite nella muratura, sempre con fusti scanalati, ma con capitelli compositi, sorreggono la trabeazione principale. Al di sopra è un basso attico con un coronamento.
L'iscrizione dell'arcoriporta sull'attico la dedica "a Germanico Cesare, figlio di Tiberio Augusto, nipote del divo Augusto, pronipote del divo Giulio, augure, flamine augustale, console per la seconda volta, acclamato imperatore per la seconda volta", "a Tiberio Cesare Augusto, figlio del divo Augusto, nipote del divo Giulio, Pontefice massimo, console per la terza volta, acclamato imperatore per l'ottava volta, rivestito della potestà tribunizia per la ventunesima volta" e "a Druso Cesare, figlio di Tiberio Augusto, nipote del divo Augusto, pronipote del divo Giulio, pontefice augure.
Sul fregio della trabeazione principale il dedicante riporta la propria genealogia: "Caio Giulio Rufo, figlio di Caio Giulio Catuaneunio, nipote di Caio Giulio Agedomopate, pronipote di Epotsorovide, della tribù Voltinia, sacerdote di Roma e di Augusto presso l'altare che è ad Confluentem, praefectus fabrum (L'altare di Roma e Augusto ad Confluentem si trovava a Lione).